# جو دونلي
جو دونلي (بالإنجليزية: Joe Donnelly) (و. 1955 – م)هو سياسي، ومحامي من الولايات المتحدة الأمريكية . ولد في مدينة نيويورك .تولى منصب عضو مجلس الشيوخ الأمريكي .
وهو عضو في الحزب الديمقراطي الأمريكي .

## التعليم
تعلم في نوتردام.